# Santa Maria in Cosmedin
Bazilika svete Marije v Cosmedinu (ital. Basilica di Santa Maria in Cosmedin ali de Schola Graeca) je manjša bazilika, cerkev v Rimu v Italiji. Stoji v rione (okrožju) Ripa.

## Zgodovina
Po besedah bizantinskega zgodovinarja Andreja Ekonomouja je bila cerkev ustanovljena v 6. stoletju med bizantinskim papeštvom in je bila postavljena v središče grške skupnosti v Rimu. Grški del mesta je bil imenovan Schola Graeca. Cerkev je bila posvečena Devici Mariji, ki je bila v sodobnem Konstantinoplu zelo cenjena kot Theotokos (Mati Božja). Ime 'Cosmedin' je prišlo iz latinizacije grške besede κοσμίδιον (kosmidion), ki izhaja iz grške besede κόσμος, kar pomeni "ornament, okras".
Cerkev je bila zgrajena v 8. stoletju, v času bizantinskega papeštva, nad ostanki Templum Herculis Pompeiani v Forumu Boariumu in Statio annonae, enega od centrov za distribucijo hrane v starem Rimu (drugo je bilo v gledališču Balbus). Diakonat je bil kraj, kjer so se revnim razdeljevale dobrodelne akcije, zato je bilo primerno, da je  bila takšna ustanova zgrajena v bližini postaje Rimske annone.
V cerkvenem zapisu iz 8. stoletja je zapisano, da je Evstatij, zadnji bizantinski vojvoda v Rimu (ok. 752–756), cerkvenemu ministrstvu za revne podaril obsežne posesti. Isti napis omenja tudi donacijo nekoga po imenu Georgios in njegovega brata Davida.
Ker je v 7. stoletju ta cerkev stala v bližini številnih bizantinskih struktur, se je imenovala de Schola Graeca, bližnja ulica pa se še vedno imenuje della Greca. Grški menihi, ki so se izognili ikonoklastičnim preganjanjem, so okrasili cerkev okoli leta 782, ko je papež Hadrijan I. spodbujal njeno obnovo; cerkev je bila zgrajena z glavno in dvema stranskima ladjama ter portikom. Zaradi svoje lepote je cerkev dobila vzdevek cozmedin (iz grščine kosmidion), okrašen. V 9. stoletju so po naročilu papeža Nikolaja I., ki je zgradil tudi papeško rezidenco (Normanske čete Roberta Guiscarda so jo uničile v opustošenju Rima 1084), dodali zakristijo in oratorij, posvečen sv. Nikolaju.
Santa Maria in Cosmedin je bila naslovna cerkev papežev Gelazija II. in Celestina III., pa tudi protipapeža Benedikta XIII. Med nekdanjimi naslovnimi [[kardinal-diakon|kardinali-diakoni cerkve je bil Reginald Pole, zadnji rimskokatoliški nadškof v Canterburyju.
Napise, najdene v Santa Maria in Cosmedin, dragocenem viru, ki ponazarja zgodovino bazilike, je zbral in objavil Vincenzo Forcella.
V letih 1118–1124 je bila opravljena obsežna obnova pod Alfanusom, camerarius papeža Kalista II. Potem ko so jo pridobili benediktinci v obdobju propadanja, so jo leta 1718 obnovili v baročnem slogu, zlasti z novo fasado, delo Giuseppe Sardija. Baročni dodatki so bili odstranjeni v obnovi 1894–1899, skupaj z grbom papeža Klemena XI., ki je sponzoriral Sardijevo delo.

## Arhitektura
V portiku cerkve na severni strani so La Bocca della Verità, starodavna skulptura, ki naj bi bila zunanji del odtoka. Legenda pravi, da če oseba položi roko v usta (bocca) in nato lažno priseže, se bodo usta zaprla in prerezala roko. Nobenega potrjenega primera takega dogodka ni.
Cerkveni zvonik je najvišji srednjeveški zvonik v Rimu.
Sedanja notranjost cerkve Santa Maria in Cosmedin je triladijska: te so razdeljene s štirimi pilastri in osemnajstimi antičnimi stebri. V stranskih stenah so vgrajeni in vidni nekateri antični stebri Statio Annonae. V kripti je mogoče videti tudi druge fragmente antičnih stavb. Poslikave iz 8. do 12. stoletja, v treh plasteh, so ohranjene v zgornjem delu ladje in v slavoloku. Cerkev ima zelo lep kozmatski tlak. Schola cantorum je iz 13. stoletja, glavni oltar pa je kos rdečega granita iz leta 1123. Velikonočni svečnik je iz 13. stoletja.
V zakristiji je dragocen mozaik iz 8. stoletja, ki so ga prinesli iz stare bazilike sv. Petra. Od obnove iz 18. stoletja je danes mogoče videti kapelo Križanja in krstilnico.
V stranskem oltarju na levi strani cerkve je lobanja, okronana s cvetjem, pripisana sv. Valentinu.

## V popularni kulturi
Prizor iz romantične komedije iz leta 1953 Roman Holiday je bil posnet v Santa Maria in Cosmedin. V prizoru Joe (igra ga Gregory Peck) šokira princeso Ann (igra jo Audrey Hepburn) s pretvarjanjem, da je izgubil roko v Bocca della Verità. Podobno je bila prikazana kot cerkev neimenovane opatije v mini seriji Name of the Rose leta 2019, priredbi romana Ime rože.